# La notte pazza del conigliaccio
La notte pazza del conigliaccio è un film italiano del 1967 diretto da Alfredo Angeli. È stato presentato al 17º Festival di Berlino.

## Citazioni in altri media
- Nell'introduzione della canzone Caro 2000 di Elio e le Storie Tese la voce di Paolo Limiti cita il film (chiamandolo però erroneamente la pazza notte del conigliaccio).